# 巴罗曼
巴罗曼，是西班牙卡斯蒂利亚-莱昂阿维拉省的一个市镇。 总面积20km2, 总人口251人（2001年），人口密度13人/km2。